# مايك سيليمان
مايك سيليمان (بالإنجليزية: Mike Silliman)‏ مواليد 05 مايو 1944 في لويفيل - الوفاة 16 يونيو 2000، كان لاعب كرة سلة أمريكي بدأ مسيرته الاحترافية في سنة 1970 ,لعب في الرابطة الوطنية لكرة السلة وحمل الرقم 4 و27. بلغ طوله 6 قدم 6 بوصة (2.0 م). مثّل منتخب بلاده. شارك في مسابقة كرة السلة في الألعاب الأولمبية الصيفية. اعتزل اللعب في 1971.

## فرق لعب لها
- لوس أنجلوس كليبرز

## الميداليات
| الميدالية | المسابقة                       |
| --------- | ------------------------------ |
| ذهبية     | الألعاب الأولمبية الصيفية 1968 |

## روابط خارجية
- مايك سيليمان على موقع الاتحاد الدولي لكرة السلة (الإنجليزية)
- مايك سيليمان على موقع إن بي أي (الإنجليزية)
- مايك سيليمان على موقع سبورتس رفرنس (الإنجليزية)
- مايك سيليمان على موقع كلية كرة السلة في سبورتس رفرنس.كوم (الإنجليزية)
- مايك سيليمان على موقع ريلجم (الإنجليزية)
- مايك سيليمان على موقع بروبوليرز (الإنجليزية)
- مايك سيليمان على موقع سبورتس رفرنس (الإنجليزية)
- مايك سيليمان على موقع أوليمبيديا (الإنجليزية)